# 龜崙蘭溪洲
龜崙蘭溪洲，簡稱龜蘭、溪洲，是台灣新北市的一個地名，也是永和區行政中心所在地，位於該區北部，其範圍大致為今日永和區的北半部，即保順里、新生里、大同里、下溪里、保安里、忠義里、永成里、文化里、中溪里、和平里、保平里、協和里西北部、水源里西部、新廍里、仁愛里、信義里、前溪里、河堤里、頂溪里、上溪里、後溪里、網溪里、光復里、復興里、勵行里、中興里、正興里、永興里、豫溪里、光明里、上林里、桂林里、竹林里、福林里、永福里東北端、河濱里。

## 歷史
台灣清治時期，有平埔族龜崙蘭社（龜蘭社），清治末期至日治前期，龜崙蘭溪洲為一街庄，稱為「龜崙蘭溪洲庄」，隸屬於擺接堡。龜崙蘭溪洲庄北西、北、東三面均面臨新店溪，隔溪分別為加蚋仔庄、崁頂庄、古亭村庄、林口庄，南邊為秀朗庄、潭墘庄、漳和庄，西南端一小段與永和庄為界。
1920年（日治大正九年），改制為「龜崙蘭溪洲」大字，隸屬於台北州海山郡中和庄。當時大字下設有「頂溪洲」、「下溪洲」小字名。
戰後，中和庄改制為中和鄉，隸屬於臺北縣海山區，頂溪洲劃為「頂溪村」，下溪洲劃為「中溪村」、「下溪村」。1958年雙和分治時，龜崙蘭溪洲改隸屬永和鎮，村亦改制為里。其後永和鎮人口增加快速，改制為市。至2016年6月，龜崙蘭溪洲地區已細分為32個里。

## 交通

### 捷運
台北捷運中和新蘆線穿越龜崙蘭溪洲東側的頂溪洲，設有頂溪站，興建中的萬大線穿越龜崙蘭溪洲西側的下溪洲，設有永和永平國小站。龜崙蘭溪洲地區居民可由此路線及相關路網快速前往大台北地區各地，或至台北車站轉搭高鐵、台鐵或客運前往全台各地。

### 道路
市道111號穿越龜崙蘭溪洲地區中部，路線與捷運中和新蘆線相當一致，是本地區南北向重要聯外道路，往北經中正橋可前往台北市中心，往南經中和區可前往新店區的安坑。

## 學校
龜崙蘭溪洲地區範圍由西至東有永平國小、永平高中、頂溪國小、及人國小、竹林國小、莊敬高職永和校區、網溪國小等學校。

## 休閒
- 永和保福宮
- 永和南清宮
- 仁愛公園
- 綠寶石河濱公園